# Station Upper Tyndrum
Upper Tyndrum is een spoorwegstation van National Rail in Stirling in Schotland. Het station is eigendom van Network Rail en wordt beheerd door ScotRail. 
Het station is enkele honderden meters verwijderd van station Tyndrum Lower (gelegen aan een andere lijn); dat station ligt direct aan de West Highland Way. 

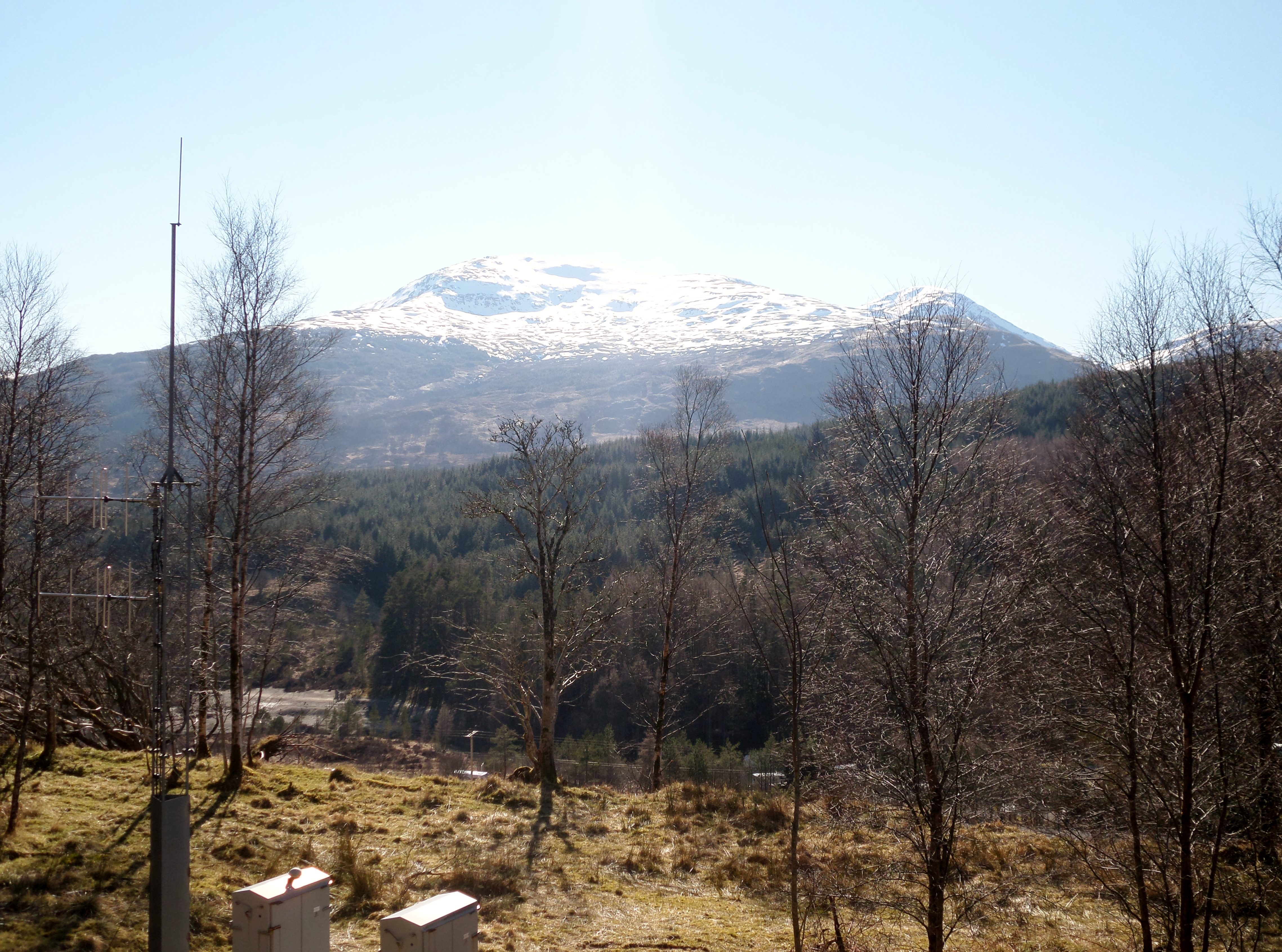
Uitzicht vanaf het station